# 5e étape b du Tour de France 1935
Pour un article plus général, voir Tour de France 1935.
La 5e étape b du Tour de France 1935 s'est déroulée le lundi 8 juillet.
Les coureurs relient Genève (Suisse) à Évian-les-Bains (Haute-Savoie), au terme d'un parcours contre-la-montre de 58 kilomètres.
L'Italien Raffaele Di Paco gagne l'étape tandis que le Belge Romain Maes conserve la tête du classement général.
Le départ des coureurs toutes les minutes rend le contrôle de chacun d'eux quasi-irréalisable, de sorte que de nombreuses irrégularités (regroupements, aides non réglementaires...) affectent les résultats.
À l'issue de la demi-étape, 78 coureurs restent qualifiés pour la 6e étape, première véritable étape de montagne de l'édition.

## Parcours
Les coureurs s'élancent depuis le vélodrome de Genève (canton de Genève, Suisse), duquel ils doivent parcourir un tour et rejoignent la  France et le département de la Haute-Savoie à Saint-Julien.
Le parcours traversent ensuite les communes d'Etrembières, Annemasse, Saint-Cergues, Thonon-les-Bains pour rejoindre Évian-les-Bains où est jugé l'arrivée sur le quai de Blonnay.
| Communes ou localité | Département  | km | Remarque            |
| -------------------- | ------------ | -- | ------------------- |
| Genève               | Suisse       | 0  | Départ du vélodrome |
| Perly                | Suisse       |    |                     |
| Saint-Julien         | Haute-Savoie |    |                     |
| Sallèves             | Haute-Savoie |    |                     |
| Bossez-Veyrier       | Haute-Savoie |    |                     |
| Pas-de-l'Echelle     | Haute-Savoie |    |                     |
| Etrembières          | Haute-Savoie |    |                     |
| Annemasse            | Haute-Savoie |    |                     |
| Saint-Cergues        | Haute-Savoie |    |                     |
| Machilly             | Haute-Savoie |    |                     |
| Bons                 | Haute-Savoie |    |                     |
| Brenthonne           | Haute-Savoie |    |                     |
| Lully                | Haute-Savoie |    |                     |
| Perrignier           | Haute-Savoie |    |                     |
| Thonon               | Haute-Savoie |    |                     |
| Amphion              | Haute-Savoie |    |                     |
| Évian                | Haute-Savoie |    | Quai de Blonnay     |

## Déroulement de la course
Les coureurs s'élancent toutes les minutes en deux série, impaire, puis paire, dans l'ordre inverse du classement général.
Le contre-la-montre entre Genève et Évian-les-Bains permet à Antonin Magne de se rapprocher de Romain Maes au classement général du Tour de France 1935.
Les résultats de la course sont remis en question de sorte que les commissaires doivent se réunir plusieurs fois avant d'officialiser le classement.
Deux minutes de pénalité sont infligés aux Français Charles Pélissier, René Bernard, René Debenne, et une minute au Belge Louis Hardiquest, au Français Fernand Fayolle et à l'Espagnol Antonio Prior.

## Classements

### Classement de l'étape
| \| Classement de l'étape \| Classement de l'étape \| Classement de l'étape \| Classement de l'étape \| Classement de l'étape \| \| Coureur \| Coureur \| Pays \| Équipe \| Temps \| \| --------------------- \| --------------------- \| --------------------- \| ------------------------- \| --------------------- \| \| 1er \| Raffaele Di Paco \| Italie \| \| \| \| 2e \| Antonin Magne \| France \| France-Sport-Dunlop \| \| \| 3e \| Maurice Archambaud \| France \| \| \| \| 4e \| Romain Maes \| Belgique \| Alcyon-Dunlop \| \| \| 5e \| Joseph Mauclair \| France \| \| \| \| 6e \| René Bernard \| France \| \| \| \| 7e \| Vasco Bergamaschi \| Italie \| \| \| \| 8e \| Jules Lowie \| Belgique \| \| \| \| 9e \| René Le Grevès \| France \| \| \| \| 10e \| Charles Pélissier \| France \| Génial Lucifer-Hutchinson \| \| |                    |          |                           |       |
| |                    |          |                           |       |
| |                    |          |                           |       |
| Classement de l'étape |                    |          |                           |       |
| Coureur | Coureur            | Pays     | Équipe                    | Temps |
| 1er | Raffaele Di Paco   | Italie   |                           |       |
| 2e | Antonin Magne      | France   | France-Sport-Dunlop       |       |
| 3e | Maurice Archambaud | France   |                           |       |
| 4e | Romain Maes        | Belgique | Alcyon-Dunlop             |       |
| 5e | Joseph Mauclair    | France   |                           |       |
| 6e | René Bernard       | France   |                           |       |
| 7e | Vasco Bergamaschi  | Italie   |                           |       |
| 8e | Jules Lowie        | Belgique |                           |       |
| 9e | René Le Grevès     | France   |                           |       |
| 10e | Charles Pélissier  | France   | Génial Lucifer-Hutchinson |       |

### Classement général à l'issue de l'étape
| \| Classement général \| Classement général \| Classement général \| Classement général \| Classement général \| \| Coureur \| Coureur \| Pays \| Équipe \| Temps \| \| ------------------ \| ------------------ \| ------------------ \| ------------------------- \| ------------------ \| \| 1er \| Romain Maes \| Belgique \| Alcyon-Dunlop \| \| \| 2e \| Antonin Magne \| France \| France-Sport-Dunlop \| \| \| 3e \| René Bernard \| France \| \| \| \| 4e \| Edgard De Caluwé \| Belgique \| \| \| \| 5e \| Vasco Bergamaschi \| Italie \| \| \| \| 6e \| Jules Lowie \| Belgique \| \| \| \| 7e \| Félicien Vervaecke \| Belgique \| Alcyon-Dunlop \| \| \| 8e \| Georges Speicher \| France \| \| \| \| 9e \| Eugenio Gestri \| Italie \| \| \| \| 10e \| Charles Pélissier \| France \| Génial Lucifer-Hutchinson \| \| |                    |          |                           |       |
| |                    |          |                           |       |
| |                    |          |                           |       |
| Classement général |                    |          |                           |       |
| Coureur | Coureur            | Pays     | Équipe                    | Temps |
| 1er | Romain Maes        | Belgique | Alcyon-Dunlop             |       |
| 2e | Antonin Magne      | France   | France-Sport-Dunlop       |       |
| 3e | René Bernard       | France   |                           |       |
| 4e | Edgard De Caluwé   | Belgique |                           |       |
| 5e | Vasco Bergamaschi  | Italie   |                           |       |
| 6e | Jules Lowie        | Belgique |                           |       |
| 7e | Félicien Vervaecke | Belgique | Alcyon-Dunlop             |       |
| 8e | Georges Speicher   | France   |                           |       |
| 9e | Eugenio Gestri     | Italie   |                           |       |
| 10e | Charles Pélissier  | France   | Génial Lucifer-Hutchinson |       |